# Vietnam International
Die Vietnam International, auch Vietnam Satellite oder Vietnam International Challenge genannt, sind offene vietnamesische internationale Meisterschaften im Badminton. Neben den Vietnam Open und der Vietnam International Series wird mit der Austragung dieser Meisterschaft der Bedeutung der Sportart Badminton im Land sowie international Rechnung getragen.

## Die Sieger
| Jahr      | Herreneinzel            | Dameneinzel              | Herrendoppel                              | Damendoppel                                       | Mixed                                             |
| --------- | ----------------------- | ------------------------ | ----------------------------------------- | ------------------------------------------------- | ------------------------------------------------- |
| 2000      | Tam Lok Tin             | Chien Yu-chin            | Liu Kwok Wa Wong Tsz Yin                  | Chen Yueh-ying Tsai Chia-chun                     | Chen Yuan-ting Tsai Chia-chun                     |
| 2002      | Jakrapan Thanathiratham | Wu Huimin                | Hendri Kurniawan Saputra Denny Setiawan   | Wu Huimin Wu Ying                                 | Sudket Prapakamol Salakjit Ponsana                |
| 2004      | Ahn Hyun-suk            | Silvi Antarini           | Rian Sukmawan Yoga Ukikasah               | Duanganong Aroonkesorn Kunchala Voravichitchaikul | Nuttaphon Narkthong Kunchala Voravichitchaikul    |
| 2005      | Simon Santoso           | Sujitra Ekmongkolpaisarn | Gan Teik Chai Zakry Abdul Latif           | Ha Jung-eun Oh Seul-ki                            | Hwang Ji-man Oh Seul-ki                           |
| 2006      | Nguyễn Tiến Minh        | Jang Soo-young           | Sudket Prapakamol Patapol Ngernsrisuk     | Kim Min-jung Oh Seul-ki                           | Songphon Anugritayawon Kunchala Voravichitchaikul |
| 2007      | Tan Chun Seang          | Tracey Hallam            | Mohammad Ahsan Bona Septano               | Yulianti CJ Richi Puspita Dili                    | Tri Kusharyanto Tetty Yunita                      |
| 2008      | Nguyễn Tiến Minh        | Lydia Cheah Li Ya        | Hong Chieng Hun Ng Kean Kok               | Liu Fan Frances Vanessa Neo Yu Yan                | Lim Khim Wah Ng Hui Lin                           |
| 2009      | Nguyễn Tiến Minh        | Ratchanok Intanon        | Takeshi Kamura Takuma Ueda                | Pia Zebadiah Debby Susanto                        | Tontowi Ahmad Richi Puspita Dili                  |
| 2010      | Hsueh Hsuan-yi          | Lee Hyun-jin             | Goh V Shem Teo Kok Siang                  | Jung Kyung-eun Yoo Hyun-young                     | Hendri Kurniawan Saputra Vanessa Neo Yu Yan       |
| 2011      | Lee Dong-keun           | Tee Jing Yi              | Fernando Kurniawan Wifqi Windarto         | Choi Hye-in Lee Se-rang                           | Patipat Chalardchaleam Savitree Amitrapai         |
| 2012      | Derek Wong Zi Liang     | Nitchaon Jindapol        | Ricky Karanda Suwardi Muhammad Ulinnuha   | Pia Zebadiah Rizki Amelia Pradipta                | Hafiz Faizal Pia Zebadiah                         |
| 2013      | Chan Kwong Beng         | Hana Ramadhini           | Liao Min-chun Yang Po-han                 | Lam Narissapat Puttita Supajirakul                | Chan Yun Lung Tse Ying Suet                       |
| 2014      | Nguyễn Tiến Minh        | Hung Shih-han            | Selvanus Geh Kevin Sanjaya Sukamuljo      | Yano Chiemi Yumiko Nishiyama                      | Alfian Eko Prasetya Annisa Saufika                |
| 2015      | Firman Abdul Kholik     | Kana Itō                 | Lu Ching-yao Tien Tzu-chieh               | Anggia Shitta Awanda Ni Ketut Mahadewi Istarani   | Fran Kurniawan Komala Dewi                        |
| 2016      | Nguyễn Tiến Minh        | Vũ Thị Trang             | Ong Yew Sin Teo Ee Yi                     | Yuki Fukushima Chiharu Shida                      | Yuta Watanabe Arisa Higashino                     |
| 2017      | Nguyễn Tiến Minh        | Pornpawee Chochuwong     | Satwiksairaj Rankireddy Chirag Shetty     | Erina Honda Nozomi Shimizu                        | Shi Longfei Tang Pingyang                         |
| 2018      | Kento Momota            | Dinar Dyah Ayustine      | Maneepong Jongjit Nanthakarn Yordphaisong | Baek Ha-na Lee Yu-rim                             | Đỗ Tuấn Đức Phạm Như Thảo                         |
| 2019      | Firman Abdul Kholik     | Hirari Mizui             | Kenas Adi Haryanto Rian Agung Saputro     | Nita Violina Marwah Putri Syaikah                 | Hiroki Midorikawa Natsu Saito                     |
| 2020 2022 | abgesagt                | abgesagt                 | abgesagt                                  | abgesagt                                          | abgesagt                                          |
| 2023      | Takuma Obayashi         | Nguyễn Thùy Linh         | Jin Yong Na Sung-seung                    | Lee Yu-lim Shin Seung-chan                        | Jafar Hidayatullah Aisyah Salsabila Putri Pranata |
| 2024      | Huang Ping-hsien        | Sim Yu-jin               | Chiu Hsiang-chieh Liu Kuang-heng          | Laksika Kanlaha Phataimas Muenwong                | Pakkapon Teeraratsakul Phataimas Muenwong         |
| 2025      | Puritat Arree           | Manami Suizu             | Nguyễn Đình Hoàng Trần Đình Mạnh          | Hina Osawa Akari Sato                             | Tang Chun Man Ng Tsz Yau                          |